# Leksand (plaats)
Leksand is de hoofdplaats van de gemeente Leksand in het landschap Dalarna en de provincie Dalarnas län in Zweden. De plaats heeft 5861 inwoners (2005) en een oppervlakte van 775 hectare. Leksand ligt op de plaats waar het de rivier de Österdalälven, het Siljan meer uitstroomt. Leksand is ook bekend van Leksands Knäcke, een soort rond knäckebröd.

## Verkeer en vervoer
Bij de plaats loopt de Riksväg 70.
De plaats heeft een station aan de spoorlijn Uppsala - Morastrand.